# Tony Mitchell (baloncestista de 1989)
Tony Mitchell (Swainsboro, Georgia, 7 de agosto de 1989) es un jugador de baloncesto estadounidense, nacionalizado libio, que pertenece a la plantilla del Muharraq Club de la BPL de Baréin. Con 1,98 metros de estatura, juega en la posición de alero.

## Trayectoria deportiva

### Universidad
Jugó durante tres temporadas con los Crimson Tide de la Universidad de Alabama, en las que promedió 12,7 puntos, 6,7 rebotes y 1,2 asistencias por partido. En su primera temporada fue incluido en el mejor quinteto de novatos de la Southeastern Conference y al año siguiente en el segundo mejor quinteto absoluto. En febrero de 2012 fue suspendido por conducta perjudicial para el equipo, no volviendo a jugar con los Crimson Tide y anticipando su paso a profesionales.

### Profesional
Tras no ser elegido en el Draft de la NBA de 2012, jugó la NBA Summer League con los Sacramento Kings, pero no llegó a fichar por el equipo, siendo adquirido en el mes de noviembre por los Fort Wayne Mad Ants de la NBA D-League. En su primera temporada en el equipo promedió 21,9 puntos y 6,4 rebotes por partido, que le valieron para ser elegido Rookie del Año de la NBA Development League, siendo incluido además en el mejor quinteto de rookies y en el mejor quinteto absoluto de la liga.
En mayo de 2013 fichó por los Talk 'N Text Tropang Texters de la liga filipina para disputar la Commissioner's Cup, y un mes después se unió a los Boston Celtics para disputar las ligas de verano, haciéndolo posteriormente con los New York Knicks.
En octubre fichó por los Jilin Northeast Tigers de la liga china, con los que disputó 11 partidos, regresando en enero de 2014 a los Mad Ants. El 4 de marzo fichó por 10 días con los Milwaukee Bucks de la NBA, con los que disputó 3 partidos en los que promedió 2,0 puntos. Regresó posteriormente a Fort Wayne, ganando la liga y siendo incluido en el tercer mejor quinteto del campeonato.
En agosto de 2014 fichó por el equipo italiano del Aquila Basket Trento. Acabó la temporada promediando 20,6 puntos, 5,8 rebotes y 2,9 asistencias, fichando al año siguiente por el BC Krasny Oktyabr ruso. Después de salir del equipo ruso por razones extradeportivos, ficha por el CB Estudiantes por un mes, en sustitución de Zach Graham. Transcurrido el mes, el contrato no le es prorrogado.
En los seis partidos disputados en Liga Endesa por Tony Mitchell, el norteamericano ha promediado 9,2 puntos, 3,7 rebotes y 2,8 asistencias por encuentro con un pobre 19% en triples.
Mitchell se unió a Peñarol de Mar del Plata en los últimos días de diciembre de 2020 para disputar el tramo final de la temporada 2020-21 de la Liga Nacional de Básquet.
[actualizar]
El 2 de octubre de 2024 se unió a Unión de Santa Fe de la Liga Nacional de Básquet de Argentina. Sin embargo, al mes siguiente, dejó al equipo para fichar con el Muharraq Club de la BPL de Baréin.

## Selección nacional
Mitchell disputó el Campeonato Árabe de Baloncesto de 2023 como miembro de la selección de baloncesto de Libia y usando el nombre de Omar Fowaz. Su equipo finalizó como subcampeón del torneo.   

## Estadísticas de su carrera en la NBA

### Temporada regular
| Año     | Equipo          | PJ | PT | MPP | %TC  | %3P  | %TL  | RPP | APP | ROB | TPP | PPP |
| ------- | --------------- | -- | -- | --- | ---- | ---- | ---- | --- | --- | --- | --- | --- |
| 2013-14 | Milwaukee Bucks | 3  | 0  | 3.3 | .600 | .000 | .750 | .3  | .3  | .3  | .0  | 2.0 |
| Total   | Total           | 3  | 0  | 3.3 | .600 | .000 | .750 | .3  | .3  | .3  | .0  | 2.0 |